# Torchwood
Torchwood je britanska znanstvenofantastična televizijska serija koju je stvorio Russell T Davies. Smatra se i spin-offom serije Doctor Who. Torchwood ima 4 sezone emitirane između 2006. i 2011. Serija se emitirala na raznim kanalima zbog porasta popularnosti, pa je s BBC Three prešla na BBC Two i naposljetku na BBC One. U četvrtoj sezoni seriju je otkupio američki Starz, koji je nastavio surađivati s BBCjem. Suprotno Doctor Who-u, koji je namijenjen i za mlađu i stariju publiku, Torchwood je ciljan isključivo za starije gledatelje. Serija se bavi i mnogim kontroverznim temama, među kojima su egzistencijalizam, homoseksualne i biseksualne veze, i istraživanje granica ljudske pokvarenosti.
Torchwood prati pothvate malog tima lovaca na vanzemaljce koji rade kao dio izmišljenog instituta Torchwood smještenog u Cardiffu, kojem je zadatak rješavati incidente u koje su uključeni vanzemaljci. Središnji lik je Kapetan Jack Harkness (John Barrowman), besmrtni vremenski agent iz 51. stoljeća; Jack se prvi put pojavio u prvoj sezoni Doctora Whoa. Osim Barrowmana, glavni glumci prve sezone su Eve Myles, Burn Gorman, Naoko Mori, i Gareth David-Lloyd. Njihovi likovi su specijalisti torčvudskog tima, te često prate vanzemaljce i brane planet od prijetnji. Kroz prve dvije sezone, serija koristi procjep u vremenu i prostoru kao glavni pokretač radnje, što objašnjava velik broj čudnih bića i pojava u gradu. U trećoj i četvrtoj sezoni vladine tajne agencije love članove instituta. Gormanov i Morijin lik je otpisan na kraju druge sezone. Sporedni glumac Kai Owen postao je član glavne glumačke postave treće sezone, u kojoj je i David-Lloyd otpisan. Američki glumci Mekhi Phifer, Alexa Havins, i Bill Pullman naknadno su se pridružili preostalim glumcima u četvrtoj sezoni.
Prva je sezona premijerno prikazana na BBC Three i na BBC HD 2006. te je dobila mješovite recenzije, no gledanost je nadmašila statistike digitalnih kanala. Serija je 2008., u drugoj sezoni vraćena na male ekrane, no ovaj puta na BBC Two, uz veći budžet; neujednačen ton serije, kao i kritizirani djelovi prve sezone su ispravljeni, pa je serija dobila još više ratinge i bolje recenzije. Treća sezona imala je još veći budžet te je premještena na glavni kanal mreže, BBC One, kao serijal od pet epizoda, nazvan Torchwood: Children of Earth. Iako je Children of Earth emitiran u periodu od pet uzastopnih ljetnih noći, i treća je sezona dobila visoke ocjene u Ujedinjenom kraljevstvu i Europi. Četvrta sezona, u ko-produkciji BBC Walesa, BBC Worldwidea, i američke zabavne mreže Starz premijerno je prikazana 2011. pod nazivom Torchwood: Miracle Day. Miracle Day, sniman u Walesu i SAD-u, dobio je negativnije kritike od prethodne sezone, iako su neki bili oduševljeni ambicioznošću. U listopadu 2012., Davies je najavio kako serija ulazi u hijatus .
Sve četiri sezone prikazane su u Aziji, Australiji, Novom Zelandu, Europi, i Sjevernoj Americi. Zbog izvrsnih recenzija Torchwooda, stvoreni su medijski materijali na istu temu, što uključuje audio drame, novele, stripove, online animirane serije, igre i sl.
23. srpnja 2016., John Barrowman je objavio kako pregovara s BBC-jem u vezi povratka Torchwooda na TV. Objava se pojavila tek par sati nakon Barrowmanovog nastupa na Comic Conu 2016.